# Elassoma boehlkei
Elassoma boehlkei е вид лъчеперка от семейство Elassomatidae. Видът е световно застрашен, със статут Уязвим.

## Разпространение
Разпространен е в САЩ.